# Graham (Carolina del Norte)
Graham es una ciudad ubicada en el condado de Alamance en el estado estadounidense de Carolina del Norte. Es sede del condado de Alamance. La localidad en el año 2000, tenía una población de 12.833 habitantes en una superficie de 21.1 km², con una densidad poblacional de 609.8 personas por km².

## Geografía
Graham se encuentra ubicada en las coordenadas 36°3′52″N 79°23′53″O / 36.06444, -79.39806. Según la Oficina del Censo, la localidad tiene un área total de 21,1 km² (8,1 mi²), de la cual 21 km² (8,1 mi²) es tierra y 0 km² (0 mi²) (0.0%) es agua.

### Localidades adyacentes
El siguiente diagrama muestra a las localidades en un radio de 12 kilómetros (7,5 mi) de Graham.

## Demografía
En el 2000 la renta per cápita promedia del hogar era de $35.706, y el ingreso promedio para una familia era de $40.769. El ingreso per cápita para la localidad era de $17.865. En 2000 los hombres tenían un ingreso per cápita de $27.844 contra $22.163 para las mujeres. Alrededor del 14.90% de la población estaba bajo el umbral de pobreza nacional.